# Szent Korentin
Szent Korentin (latinul Corentinus, bretonul Sant Kaourintin) (Cornouaille, 375 – Quimper, 460) breton szent, Quimper első püspöke, a plomodierni remete, Bretagne hét alapító szentjének egyike, a breton Cornouaille és a tenger gyümölcseinek védőszentje. Ünnepnapja december 12.

## Történelem és hagyomány
Azon „hét szent” egyike, akik evangelizálták Bretagne-t. (A többiek: Tréguier-i Szent Tugdual, Vannes-i Szent Paterne, Doli Szent Sámson, Léoni Szent Pol, Szent Malo és Szent Brieuc.) A Tro Breiz, amely bretonul „Bretagne tornyát” jelenti, egy katolikus zarándokút, amely összeköti Bretagne hét legendás szentjének, Wales és Cornwall breton szerzeteseinek városait, akik a kereszténységet elhozták Cornouaille armoricaine-be, és megalapították az ötödik század első püspökségeit. 
Corentinus életét a Vita de saint Corentin könyv írja le, amelyet Dom Plaine írt 1220-1235 körül. Ezt később felülvizsgálták, és hozzáfűzték megjegyzéseiket, különösen a Szent Korentin régi élete című könyv megjelenése után. Az Aiquin dala is az ő életét idézi.
Szent Korentin a régió úgynevezett Royaume de Cornouaille-ében született, Plomodiern városának remetéjeként, Ménez-Hom kialudt vulkán közelében, ahol már az emberek iránti elkötelezettségével is megváltoztatta az ottaniak életét. Önzetlensége Franciaországban híres volt, a szent írásokon és szóbeszéden keresztül humanitárius mivoltát szerte Európában megismerték. 
A legenda szerint a lakóhelye közelében egy csodálatos hal jelent meg neki a forrásban. Vágott egy kis darabot a halból, hogy megegye, ám ez a darab mindig visszanőtt, egyébként meg az erdőben található gyógynövényekkel és gyökerekkel táplálkozott.
Amikor Gradlon király úgy döntött, hogy létrehozza Quimper püspökségét, magához hívta Korentint, és felkérte, hogy legyen ő az első püspök. Elküldte Tours városába, hogy Szent Márton fölszentelhesse. Követői is elkísérték, nevezetesen Szent Guénolé, a Landévennec-apátság alapítója és Szent Tudy, Korentin tanítványa. 
Gradlon király egy palotát is adott neki azon a helyen, ahol ma a Quimper-székesegyház áll. 
Halála után a quimper-i székesegyház oltára előtt temették el. 1201-ben II. Fülöp Ágost francia király, Mantes közelében egy apátságot ajánlott fel neki, amely ma a nevét viseli. 
Cornwallban is ismert, ahol Curyban templomot szenteltek neki.

## Ys legendája

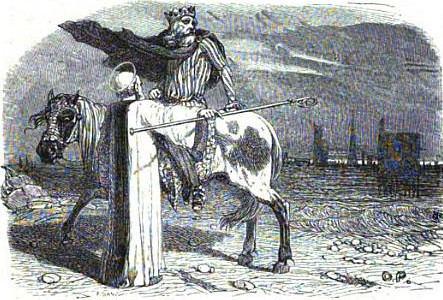
Gradlon és Korentin

Ys városának breton legendájában Korentin, a szent, aki megjósolta Ys bukását, és figyelmeztette Gradlon királyt a lánya, Dahut (Ahes) által elkövetett bűnre. A kelták megkeresztelkedése párhuzamos volt az Ókori Róma bukásával, így Korentin Gradlon király felé szimbolizálta a kulturális átmenetet. A kereszténység előtt a kelta életmód az öböl akvakultúráján alapult. Az árapály jelenségét alföldi környezetben, ahol az árvíz jelentős veszélyt jelent, a megalitikus kultúrák csillagászati naptárként használták a víz mozgásának előrejelzésére. A part menti kelták (más néven armorikánok) duzzasztó zsiliprendszert alkalmaztak, hogy váltakozó öntözést biztosítsanak, lehetővé téve a váltógazdálkodást a gabonafélék termesztése és a kagylók tenyésztése között. Korentin a tenger gyümölcseinek védőszentje, és rajta keresztül az akvakultúra demonstrálja a kelta kereszténység máig élő fenntarthatóságát. 
Később a mesék Dahut hercegnő szörnyű bűneit okolják az Yst ért kataklizmáért. Néhány monda arra utal, hogy Gradlon király romlott leszármazottja volt az oka. Mások azt ábrázolják, amint az ördög által elcsábított hercegnő megnyitja a zsilipeket. A meséknek van egy közös pontjuk: Gradlon király és Dahut hercegnő csodálatosképp kimenekül a partra lóháton, ahol Szent Korentin (vagy Szent Guénolé) útja van, aki ledobja Dahut bűnét, aki beleesik a vízbe, hogy morgenné vagy szirénné változzon.
Szent Korentin ezután elhagyta az birodalmát, míg a király vadászatra indult. Gradlon elég elcsigázott és éhes volt ahhoz, hogy ennivalót kérjen, amikor rábukkant a remetelakra. Korentin a királynak csodálatos, újjászülető halát, a kereszténység szimbólumát kínálta fel.

## Ikonográfia
Egy egész vagy egy fél hallal ábrázolják (emlékeztetve a halászra, aki megosztotta a vadásszal), amelyet a kezében vagy a lábánál tart, a jelenet néha forrással egészül ki.

## Külső hivatkozások
- (franciául) Saint Corentin Archiválva 2006. december 24-i dátummal a Wayback Machine-ben
- (franciául) Saint Corentin, évêque de Quimper

## Fordítás
- Ez a szócikk részben vagy egészben  a   Corentin of Quimper című angol Wikipédia-szócikk ezen változatának fordításán alapul.  Az eredeti cikk szerkesztőit annak laptörténete sorolja fel. Ez a jelzés csupán a megfogalmazás eredetét és a szerzői jogokat jelzi, nem szolgál a cikkben szereplő információk forrásmegjelöléseként.